# Midazolam

Strukturformel för midazolam.

Midazolam, C18H13ClFN3, är ett ångestdämpande och lugnande preparat som tillhör gruppen bensodiazepiner, patenterat 1976. Varunamn i Sverige är bland annat Dormicum och Midazolam Alpharma.
Läkemedlet finns både som oral suspension och som injektionsform.
Midazolam används vid oro, ångest och spänning då snabb effekt önskas, till exempel i samband med operationer eller obehagliga undersökningar. Medlet påverkar främst det centrala nervsystemet och verkar spänningslösande, muskelavslappande och ångestdämpande. Risk för tillvänjning föreligger. I Sverige är substansen narkotikaklassad.
I USA är detta en av reservdrogerna som kan användas intravenöst vid avrättning med giftinjektion enligt endrogsvarianten.